# Чичаев, Иван Андреевич
Ива́н Андре́евич Чича́ев (11 сентября 1896, село Ускляй, Инсарский уезд, Пензенская губерния (ныне Рузаевский район Республики Мордовия) — 15 ноября 1984) — советский разведчик, полковник.

## Биография

### Ранние годы
Родился в семье крестьянина. В 1915 году был призван на военную службу. В 1917 году активно включился в революционную деятельность, являлся членом Совета солдатских депутатов, председателем дивизионного комитета.
С 1919 года сотрудник органов ВЧК. Работал Председателем ревкомиссии и ЧК Рузаевки. В 1920 году стал председателем ЧК станции Алатырь. В 1921—1923 гг. был представителем ГПУ на Московской железной дороге, обеспечивал восстановление работы железнодорожного транспорта после военной разрухи.
В 1923 был направлен в Народный комиссариат иностранных дел. В том же году командирован по линии внешней разведки в Монголию, где по прикрытию был заведующим консульской частью советского Полпредства (посольства). Работал по линии внешней контрразведки.

### Во внешней разведке
В 1924 году перешёл на работу во внешнюю разведку – ИНО ОГПУ. В 1924–1925 годах был консулом СССР в Тувинской Республике, которая тогда была независимым государством. С 1925 по 1927 год работал в качестве референта Народного комиссариата иностранных дел.
В 1927–1930 гг. возглавлял резидентуру внешней разведки органов госбезопасности в Сеуле, где находился под дипломатическим прикрытием в должности генерального консула (Корея была японской колонией).
Генконсульство СССР размещалось в здании бывшей русской дипломатической миссии, в которой в конце прошлого века укрывался от японских захватчиков последний корейский король. Во время японской оккупации Кореи советское генконсульство было блокировано японскими спецслужбами. Чичаеву, уже приобретшему опыт оперативной работы, удалось прорвать блокаду. Он завербовал одного агента японской политической полиции, от которого в дальнейшем поступала важнейшая информация. Подлинных японских документов было так много, что резидентуре физически было невозможно её целиком обрабатывать. Наиболее важным документом, полученным от этого источника, был меморандум Танаки о планах японской военщины по установлению гегемонии Токио в Азии и во всём мире.
По возвращении из командировки в Сеул в 1930–1931 гг. вновь работает под прикрытием референта НКИД, а в 1932 году направляется резидентом внешней разведки в советское консульство в Выборге, принадлежащем тогда Финляндии. Здесь он находился до 1934 года. В 1934 году был направлен резидентом внешней разведки в Эстонию, где находился до 1935 года. В 1935–1938 гг. работал в центральном аппарате разведки.
1938–1939 гг. – резидент советской разведки в Риге. В октябре 1940 года был назначен резидентом внешней разведки в Швеции, куда выехал под прикрытием советника полпредства.
С началом Великой Отечественной войны был назначен резидентом в оккупированные фашистами северо-западные районы СССР для развёртывания партизанской борьбы против оккупантов. Однако накануне переброски за линию фронта его вызвал нарком госбезопасности и приказал заниматься эвакуацией сотрудников центрального аппарата разведки и их семей в Новосибирск. Через две недели после размещения эвакуированных в Новосибирске его срочно на самолёте доставили в Москву и дали новое задание. Вместе с В. М. Зарубиным Чичаеву было поручено провести переговоры с миссией британской разведки СИС о налаживании сотрудничества в борьбе с гитлеровскими спецслужбами. После переговоров был назначен представителем советской разведки в Лондоне, куда прибыл осенью 1941 года. Ему удалось наладить доверительные отношения с руководителями чехословацкой, югославской, греческой, норвежской, бельгийской разведок, которые охотно делились с СССР добываемой информацией.
Осенью 1944 года был назначен поверенным в делах в посольстве СССР при Союзных правительствах в Лондоне. В мае 1945 года было решено направить его в качестве политического советника посольства СССР в Финляндии. Однако обстановка в Европе быстро менялась, и пока он добирался пароходом из Лондона до Одессы через Средиземное море, последовало новое назначение – резидентом органов госбезопасности в Чехословакии.
Указом Президиума Верховного Совета СССР от 15 апреля 1945 года ему был присвоен ранг Чрезвычайного и полномочного посланника. В 1947 году возвратился в Москву, где занял должность начальника отдела в только что созданном Комитете информации, объединившем политическую и военную разведку. Через полгода стал заместителем начальника управления КИ. Одновременно читал курс лекций на спецкурсах Высшей разведывательной школы КИ.
В сентябре 1952 года вышел на пенсию по состоянию здоровья (перенёс инфаркт). После отставки занимался литературным трудом. Он автор трёх книг («Незабываемые годы», «Страницы минувших дней», «Рузаевка на заре Октября»).
Награждён орденом Ленина, двумя орденами Красного Знамени, орденами Красной Звезды и Знак Почёта, многими медалями.
Умер в 1984 году.

## Интересные факты
- Своим «крёстным отцом» в разведке Чичаева называла Зоя Воскресенская[4].